# Museumskoffer

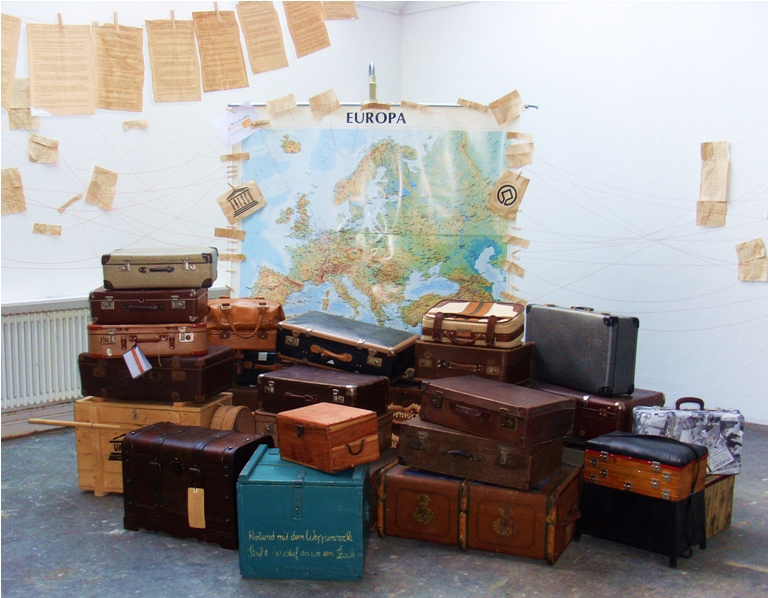
Bild des Museumskofferprojektes an der Universität Paderborn

Museumskoffer sind transportable didaktische Unterrichtsmedien, die in dem komprimierten Sammlungsraum des Koffers repräsentative Objekte zu einer spezifischen Kulturerbethematik anschaulich präsentieren und vermitteln sollen. In den meisten Fällen sind Museumskoffer Unikate, die von Institutionen, Lehrenden, Studierenden und Schulklassen hergestellt werden.

## Beschreibung
Museumskoffer sind didaktische Medien, in denen sich verschiedene klassische Funktionen des Museums „verdichten“, so das Sammeln und Bewahren, Archivieren, Dokumentieren, Vermitteln (Ausstellen) und Bilden. Aus diesem Grund wird auch von „Museen im Kleinen“ gesprochen. Es handelt sich dabei um transportable didaktische Medien, die in dem komprimierten Sammlungsraum des Koffers repräsentative Objekte zu einer spezifischen Kulturerbethematik anschaulich präsentieren und vermitteln.
In den meisten Fällen sind Museumskoffer Unikate, die von Institutionen, Lehrenden, Studierenden und Schulklassen hergestellt werden. Museumskoffer eignen sich daher sehr gut als Unterrichtsmedium, da sie zu Forschungsfragen anregen, die kreative Entwicklung fördern und auf verschiedene Alters- oder Ethnikgruppen mit unterschiedlichen Lernniveaus angepasst werden können.

## Geschichte
Erste Museumskoffer lassen sich bereits in den kunstvollen Kästen und Schreinen erkennen, in welchen die Könige der Merowinger- und Karolingerzeit auf ihren Reisen ihre wichtigsten Besitztümer und Schätze oder auch Reliquien transportierten. Weitere Gestaltungshinweise ergeben sich in der Auseinandersetzung mit den Kunst- und Wunderkammern. In der frühen Neuzeit entwickelte sich in Europa ein wachsendes Sammlungswesen von Kuriositäten, exotischen Objekten und Realien, die dort als Sammlungen präsentiert wurden. Sie dienten nicht nur der Neugier, sondern auch zu wissenschaftlichen Studien und einem regen Forschungsaustausch. Bereits in dieser Zeit wurden transportable Sammlungsschränke und -kisten für Informations- und Unterrichtszwecke eingesetzt.
Auch Aufbewahrungs- und Verpackungsbehältnisse sind mit der Geschichte des Museumskoffers verknüpft. In aufwändigen Kisten wurden beispielsweise Prunkservices aus Porzellan verpackt, um die europäischen Fürstenhöfe auszustatten. Bemalte Kisten wiederum gehörten zum Inventar bäuerlicher Stuben und wurden später beliebte Andenken.
Mit der Vorgeschichte des Museumskoffers verbindet sich auch die Kulturgeschichte des Reisekoffers, die unter anderem in die Bereiche der Emigration (z. B. im 19. Jahrhundert die Auswanderung nach Amerika), das Leben der Dienstboten und auch der Handelsreisenden führt.
Von 2002 bis 2019 wurde an der Universität Paderborn am Lehrstuhl von Jutta Ströter-Bender am Institut für Kunst ein Lehr- und Forschungsprojekt zu „Museumskoffern und Kulturellem Erbe“ durchgeführt. Seit 2019 wird es dort von Larissa Eikermann fortgeführt. Das Projekt beschäftigt sich vor allem mit der Vermittlung von UNESCO-Weltkulturerbestätten und der World Heritage Education und entwirft in den Lehrveranstaltungen entsprechende Koffer, die als vorbereitendes museumspädagogisches Unterrichtsmaterial dienen können. Die Museumskoffer bieten als „Museen im Kleinen“ die Möglichkeit kulturelles Erbe zu vermitteln und können durch ihre Mobilität in allen Bildungsinstitutionen, Museen, Schulen zum Einsatz gebracht werden. Seit 2018 hat das Museumskofferprojekt in Kooperation mit IRAND (International Research and Archives Network Historical Children´s and Youth Drawings) eine Weiterentwicklung erfahren und wird im Rahmen der Vermittlung von historischen Kinder- und Jugendzeichnungen unter dem Titel „Telling histories of child art“ international eingesetzt.